# Universo Spider-Man de Sony
El Universo Spider-Man de Sony (USS; en inglés Sony's Spider-Man Universe, SSU) fue una franquicia de medios y un universo compartido centrado en una serie de películas de superhéroes producidas por Columbia Pictures en asociación con Marvel Entertainment. Distribuidas por Sony Pictures Releasing, las películas se basan en varias propiedades de Marvel Comics asociadas con el personaje Spider-Man, que no aparecen de forma destacada en la franquicia.
Sony Pictures, propietaria de los derechos cinematográficos de Spider-Man, comenzó a trabajar en un universo ampliado utilizando personajes secundarios de las películas de Spider-Man en diciembre de 2013. El estudio planeaba usar The Amazing Spider-Man 2 (2014) para estrenar varias películas derivadas centradas en los villanos de Spider-Man de los cómics, incluyendo una película de Venom. Después del fracaso crítico y financiero de The Amazing Spider-Man 2, estos planes fueron abandonados y en febrero de 2015, Sony anunció un acuerdo para colaborar con Marvel Studios en futuras películas de Spider-Man e integrar al personaje en Universo cinematográfico de Marvel (UCM). Esta relación produjo la nueva trilogía de películas de Spider-Man; Spider-Man: Homecoming (2017), Spider-Man: lejos de casa (2019), y Spider-Man: No Way Home (2021), mientras que Sony volvió a desarrollar por separado Venom (2018) como una película independiente que comienza con su propio universo. Sony y Marvel Studios renegociaron su acuerdo en 2019 para compartir el personaje de Spider-Man entre el UCM y sus películas independientes basadas en Marvel.
Venom fue seguida por Venom: Let There Be Carnage (2021) y Morbius (2022), ambas tienen escenas de mitad de créditos que presentan elementos del multiverso para vincular el SSU con el UCM, mientras que la película animada, Spider-Man: Across the Spider-Verse (2023) de Sony también está conectada al SSU. A estas les siguieron Madame Web, Venom: The Last Dance y Kraven the Hunter en 2024, y las tres presentan personajes adicionales relacionados con Spider-Man en los cómics. La mayoría de las películas del SSU han sido mal recibidas; Venom, Morbius, Madame Web y Kraven the Hunter recibieron críticas negativas de los críticos, mientras que las secuelas de Venom recibieron críticas mixtas. La franquicia ha recaudado más de 2 mil millones de dólares en todo el mundo. Mientras que las películas de Venom fueron un éxito comercial, otras películas fueron fracasos comerciales. A fines de 2024, Sony suspendió el desarrollo de futuras películas, pero Sony Pictures Television está en producción de la serie de televisión de acción real Spider-Noir, ambientada en el mismo universo compartido.

## Nombre
Sony anunció oficialmente su nuevo universo compartido, basado en varias propiedades de Marvel Comics asociadas con el personaje Spider-Man, en mayo de 2017, con el título Sony's Marvel Universe, en español: «Universo Marvel de Sony». En agosto de 2018, se lo conocía como Sony's Universe of Marvel Characters (SUMC), en español: «Universo de personajes de Marvel de Sony» internamente en la empresa. En marzo de 2019, una presentación de Sony Pictures Entertainment se refirió a este como Sony Pictures Universe of Marvel Characters (SPUMC), en español: «Universo de personajes de Marvel de Sony Pictures», y Sony confirmó más tarde ese mes, una presentación de Sony Pictures Entertainment se refirió al «Universo de personajes de Marvel de Sony Pictures» (en inglés: «Sony Pictures Universe of Marvel Characters», y Sony confirmó más tarde que este era el nombre oficial de su universo compartido. La presentación indica que el título se aplica a las películas de Marvel Studios de Spider-Man y también a las películas animadas del Spider-Verse. El título fue ampliamente criticado, y los comentaristas se burlaron de su longitud como un "bocado" y lo compararon negativamente con nombres de franquicia más cortos como Universo cinematográfico de Marvel y Universo extendido de DC (DCEU). James Whitbrook de io9 cuestionó por qué no se estaba utilizando el término «Spider-Verse». El título también fue objeto de burla debido al acrónimo «SPUMC». El presidente de Columbia Pictures, Sanford Panitch, declaró que Sony no quería referirse a su universo compartido como el «Spider-Verse», ya que abarcaba muchos personajes distintos de Spider-Man. A pesar de esto, Sony anunció en agosto de 2021 que la franquicia había sido rebautizada como Sony's Spider-Man Universe (SSU), en español: «Universo Spider-Man de Sony».

## Desarrollo

### Historia
En enero de 2010, Sony anunció que la franquicia de películas de Spider-Man se reiniciaría después de que el director Sam Raimi decidiera no continuar con su versión de la franquicia. En marzo de 2012, Sony todavía estaba interesado en una película derivada que habían estado desarrollando centrada en el personaje de Venom, buscando capitalizar el estreno de la primera película del reinicio, The Amazing Spider-Man (2012). Ese junio, los productores Avi Arad y Matt Tolmach hablaron sobre Venom y The Amazing Spider-Man en referencia al Universo cinematográfico de Marvel (UCM) y cómo las diferentes franquicias ambientadas en ese mundo se cruzaron con The Avengers (2012), con Tolmach diciendo: "Con suerte, todos estos mundos vivirán juntos en paz algún día". En diciembre de 2013, Sony reveló planes para usar The Amazing Spider-Man 2 (2014) para establecer su propio universo expandido basado en las propiedades de Marvel que el estudio tenía los derechos cinematográficos, incluido Venom. Arad y Tolmach producirían las películas como parte de una franquicia que también incluía a Alex Kurtzman, Roberto Orci, Jeff Pinkner, Ed Solomon y Drew Goddard, y al director de The Amazing Spider-Man y The Amazing Spider-Man 2, Marc Webb. Sin embargo, después de que The Amazing Spider-Man 2 tuvo un rendimiento inferior y con Sony "bajo una tremenda presión para actuar [lo que los hace examinar] detenidamente su franquicia más importante", se replanteó la dirección del nuevo universo compartido.
Tras el hackeo de las computadoras de Sony en noviembre de 2014, se publicaron correos electrónicos entre la copresidenta de Sony Pictures Entertainment, Amy Pascal y el presidente Doug Belgrad, en los que se indicaba que Sony planeaba "rejuvenecer" la franquicia de Spider-Man desarrollando una película de comedia animada con Phil Lord y Christopher Miller. Los ejecutivos de Sony debían discutir el proyecto más a fondo en una discusión sobre varias películas derivadas de Spider-Man en una cumbre en enero de 2015. En febrero de 2015, Sony, Disney y Marvel Studios anunciaron una nueva asociación que vería a este último producir la próxima película de Spider-Man para Sony e integrar al personaje en el Universo cinematográfico de Marvel. Sony todavía planeaba producir las películas derivadas sin la participación de Marvel, pero se creía que habían sido "desechadas" en noviembre, y Sony en cambio se centró en su nuevo reinicio con Marvel. Al hablar sobre la película animada durante ese año, el presidente de Sony Pictures, Tom Rothman, dijo que "coexistiría" con las películas de acción en vivo de Spider-Man, aunque Sony declaró que "existiría independientemente de los proyectos en la película de acción en vivo del universo Spider-Man". La película animada, Spider-Man: Into the Spider-Verse (2018), está ambientada en un universo alternativo del reinicio de Marvel de Spider-Man, pero presenta el concepto basado en cómics del multiverso «Spider-Verse», en el que se pueden unir diferentes encarnaciones de Spider-Man, Sony estaba entusiasmado con la posibilidad de cruces entre las películas animadas y de acción en vivo después de ver la calidad de Into the Spider-Verse. En junio de 2022, Lord y Miller dijeron que Sony tenía la intención de que su Universo Spider-Man y las películas de Spider-Verse se conectaran al MCU a través del multiverso. En Spider-Man: Across the Spider-Verse (2023), la secuela de Into the Spider -Verse, el personaje Spot visita a la Sra. Chen (interpretada por Peggy Lu, repitiendo su papel de las películas de Venom), durante el cual se hace referencia al Universo Spider-Man de Sony como "Tierra-688".

### Universo compartido de Sony
Venom fue revivida por Sony en marzo de 2016, concebida como una película independiente no relacionada con las nuevas películas de Spider-Man de Sony y Marvel, que lanzaría su propia franquicia y universo compartido. En mayo de 2017, Sony confirmó que Venom no se consideraba un derivado de ninguna otra película y que comenzaría oficialmente «Sony's Marvel Universe». Con su nuevo universo, Sony estaba buscando construir el concepto gradualmente en lugar de apresurarse como lo habían intentado anteriormente con los spin-offs de Amazing Spider-Man. En julio, el presidente de Columbia Pictures, Sanford Panitch, explicó que estaban buscando "hacer lo mejor para cada propiedad individual. Solo quiero honrar el ADN original". Debido a esto, Sony esperaba que los cineastas individuales le dieran a cada película su propio estilo distintivo en lugar de tener una sola persona a cargo del universo como con Kevin Feige del UCM. El estudio también quería evitar las "películas de cómics convencionales", con la intención de tratar diferentes géneros como el terror o la comedia, posibles calificaciones R e incluso presupuestos más bajos de lo habitual, según cada proyecto.
En marzo de 2018, el vicepresidente ejecutivo de Sony, Palak Patel, supervisaba todas las películas del universo para el estudio. En julio de 2018, Vulture entrevistó a varios creativos involucrados en el universo para intentar aliviar los temores de algunos fanáticos sobre los planes de Sony. El co escritor de Homecoming, Jonathan Goldstein dijo que el futuro del universo lo decidiría el éxito de Venom (2018), y señaló que otros estudios habían tenido problemas para replicar el éxito del UCM de Marvel Studios en el pasado. Brian Michael Bendis, creador de cómics de muchos personajes de Marvel que Sony planeaba agregar a su universo, consultó sobre Into the Spider-Verse y estaba al tanto de los planes de Sony para su universo compartido en general. Los describió como "muy geniales. Los fanáticos no se molestarían con lo que están haciendo". Agregó que películas del UCM como Iron Man (2008) y Guardianes de la Galaxia (2014), en las que también estuvo involucrado, se consideraron riesgos debido a la falta de familiaridad que el público general tenía con esas propiedades, pero ambas tuvieron éxito. Esto también podría sucederle a los personajes menos conocidos de Spider-Man si las películas están bien hechas. En agosto, el universo compartido se conocía como el "Universo de personajes de Marvel de Sony" internamente en Sony. Se confirmó que la compañía tiene los derechos de 900 personajes de Marvel Comics, y Panitch explicó que "Spider-Man se conecta con muchos de los personajes. Hay villanos, héroes y antihéroes, y muchos son personajes femeninos, muchos de los cuales son auténtica, completamente dimensionalizada y absolutamente única. Creemos que no hay razón para que los personajes de Marvel no puedan abrazar la diversidad". Cuando se le preguntó si Venom actuaría como el "hilo conductor" en todo el universo compartido, Sony dijo este no era necesariamente el caso, ya que querían que Venom fuera independiente. Dijeron que Venom tendría "puntos clave de intersección" con otras películas.
Tras el exitoso estreno de Venom, Pascal dijo que algunos de los "planes previamente archivados" de Sony ahora podrían hacerse realidad, incluido un crossover basado en el equipo de villanos, Seis Siniestros. En marzo de 2019, el presidente de Sony Pictures Entertainment, Tony Vinciquerra, dijo que se habían planeado "los próximos siete u ocho años" del universo compartido. Tras el pobre desempeño de taquilla de algunas de las películas de la franquicia, se informó en diciembre de 2024 que Sony ya no estaba desarrollando más proyectos para la franquicia en ese momento y, en cambio, se estaba centrando en la cuarta película Spider-Man del MCU, la película animada Spider-Man: Beyond the Spider-Verse y la serie de televisión de SSU, Spider-Noir.

### Conexiones con el Universo cinematográfico de Marvel
Feige declaró en junio de 2017 que debido a que Venom era únicamente un proyecto de Sony, Marvel Studios no tenía planes de que se cruzara con el UCM. Sin embargo, la productora Amy Pascal pronto aclaró que Sony tenía la intención de que sus nuevas películas basadas en Marvel tuvieran lugar en "el mismo mundo" que Spider-Man: Homecoming (2017), la primera película de Spider-Man ambientada en el UCM, describiéndolas como "adjunto" a ese mundo. Ella dijo que Venom tendría conexiones con la próxima película planeada en el universo compartido de Sony, Silver & Black, y que había potencial para que el Spider-Man de Tom Holland se cruzara de las películas del UCM a las películas en el universo de Sony. Holland no fue contratado para aparecer fuera de una trilogía de películas de Spider-Man y varias otras películas del UCM, pero Sony tenía la intención de que el actor apareciera en sus otras películas de Marvel en algún momento. Según varios informes, Holland pasó varios días durante la producción de Venom filmando un cameo como Peter Parker / Spider-Man para la película, pero Marvel Studios le pidió a Sony que excluyera la escena de la película final. Para agosto de 2018, Sony estaba planeando activamente cruzar a Spider-Man con sus propias películas de Marvel, describiendo al personaje y Venom como "ya en el mismo universo...estamos deseando que los dos eventualmente se enfrenten en el futuro". Sony también estaba abierto a que más de sus personajes aparecieran en películas del UCM, mientras que Brent Lang y Justin Kroll de Variety especularon que al estudio también le gustaría que más personajes del UCM hicieran cameos en sus películas. En diciembre, se le preguntó al escritor de Venom, Jeff Pinkner, si esa película estaba ambientada en el mismo universo que las películas de Spider-Man de Holland, y él dijo: "sin revelar nada que no se me permita revelar, no es imposible que en una futura/próxima película de Venom, Spider-Man jugará un papel importante". Pascal agregó, en referencia a las posibilidades de un cruce entre las películas del UCM Spider-Man, las películas del universo compartido de Sony y las películas animadas de Spider-Verse de Sony, que "hay un mundo en el que todo se junta", pero Holland estaba restringido por su contrato con Marvel Studios en ese momento.
Para agosto de 2019, Marvel Studios y Disney habían pasado varios meses discutiendo la expansión de su acuerdo con Sony, y esta última busca incluir más películas de las que se acordaron originalmente, manteniendo los mismos términos del acuerdo original. Disney expresó su preocupación por la carga de trabajo de Feige produciendo las películas del UCM que no son de Spider-Man, y pidió una participación del 25-50% en cualquier película futura que Feige produzca para Sony. Incapaz de llegar a un acuerdo, Sony anunció que avanzaría en la próxima película de Spider-Man sin Feige o Marvel. Reconocieron que esto podría cambiar en el futuro, agradecieron a Feige por su trabajo en Homecoming y Spider-Man: Lejos de casa (2019), y afirmaron que aprecian "el camino que [Feige] nos ha ayudado a poner, el cual continuaremos". The Hollywood Reporter agregó que el final del acuerdo de los estudios "casi con certeza" significaba que el Hombre Araña de Holland ya no aparecería en las películas del UCM, pero  aumentó significativamente "las posibilidades de que el personaje se cruzara con el resto de las propias películas de Marvel de Sony, como la franquicia Venom y la entonces en producción Morbius  En septiembre, Vinciquerra declaró que "por el momento la puerta está cerrada" para que Spider-Man regrese al MCU, y confirmó que el personaje se integraría con el propio universo compartido de Sony en el futuro, diciendo que "usaría a los otros personajes", que el estudio posee los derechos. En respuesta a la reacción de los fans tras el anuncio, Vinciquerra agregó que "la gente de Marvel es gente maravillosa, tenemos un gran respeto por ellos, pero por otro lado tenemos gente bastante fantástica. Kevin no hizo todo el trabajo ... somos bastante capaces de hacer lo que tenemos que hacer aquí".
Después de una reacción negativa de los fanáticos en la convención bienal de Disney D23, ya instancias de Holland, quien habló personalmente con el CEO de Disney, Bob Iger y Rothman,  Disney volvió a las negociaciones con Sony. Más tarde en septiembre, Sony y Disney anunciaron un nuevo acuerdo que permitiría a Marvel Studios y Feige producir una tercera película del UCM de Spider-Man para Sony. Se informó que Disney cofinanciaba el 25 por ciento de la película a cambio del 25 por ciento de los beneficios de la película, al tiempo que conservaba los derechos de comercialización del personaje. El acuerdo también permitió que el Spider-Man de Holland apareciera en una futura película de Marvel Studios, mientras que Feige declaró que, en el futuro, Spider-Man del UCM podría "cruzar universos cinematográficos" y aparecer también en el propio universo compartido de Sony. Se dijo que esta interacción era "una llamada y respuesta" entre las dos franquicias, ya que reconocen detalles entre las dos en lo que se describiría libremente como un universo detallado compartido". Sony describió sus películas anteriores con Marvel Studios como una "gran colaboración" y dijo que "nuestro deseo mutuo de continuar era igual al de muchos fanáticos". Panitch reconoció en mayo de 2021 que había habido confusión y frustración por parte de los fanáticos con respecto a la relación entre los dos universos, pero dijo que había un plan para aclarar esto y que creía que ya se estaba "poniendo un poco más claro para la gente [en cuanto a] dónde nos dirigimos" en ese momento. Añadió que el estreno de Spider-Man: No Way Home (2021) revelaría más de este plan.
En No Way Home, Doctor Strange lanza dos hechizos: uno que trae personajes de otros universos al UCM y otro que los envía de regreso a sus propios universos. La escena de mitad de créditos de Venom: Let There Be Carnage (2021) muestra a Venom siendo transportado al UCM desde su universo por el primer hechizo, y la escena de mitad de créditos de No Way Home muestra a Venom siendo transportado de regreso a su propio universo por el segundo hechizo. Una pequeña parte del simbionte Venom queda en el UCM. Feige dijo que hubo mucha coordinación entre los equipos Let There Be Carnage y No Way Home para crear las dos escenas, con el director de No Way Home, Jon Watts dirigiendo ambas escenas durante la producción de esa película. En las escenas de mitad de créditos de Morbius, que tienen lugar simultáneamente con los eventos de No Way Home, se revela que Adrian Toomes / Vulture fue transportado al SSU por el mismo hechizo, reuniéndose con Morbius en la escena posterior a los créditos en un esfuerzo para formar un equipo. En junio de 2022, Lord y Miller dijeron que Sony Pictures tenía la intención de que el Universo Spider-Man de Sony y las películas animadas de Spider-Verse se conectaran al MCU a través del multiverso.

### Expansión a la televisión
Vinciquerra declaró en marzo de 2019 que el universo se expandiría a la televisión con un conjunto de proyectos de Marvel desarrollados específicamente por Sony Pictures Television. En ese momento, el estudio estaba "esencialmente audicionando internamente" personajes de los 900 a los que podía acceder para decidir en qué medio aparecerían, y el presidente de Sony Pictures Television, Mike Hopkins, describió su progreso en la selección de personajes para televisión como "bastante avanzado". Hopkins explicó que Sony planeaba tener varias series ambientadas en el universo compartido que podrían "polinizarse entre sí", y que serían estrenadas por un canal aún por determinar. Se esperaba un anuncio de este socio en los próximos meses, con las redes propiedad de la matriz de Marvel, Disney, incluido su nuevo servicio de streaming, Disney+, siendo consideradas junto con otras. Estos planes de televisión se atribuyeron al éxito de Venom e Into the Spider-Verse, que "reforzaron la confianza de que hay un apetito por la porción de Marvel de Sony".
Después de su trabajo en Into the Spider-Verse, Lord y Miller firmaron un acuerdo general con Sony Pictures Television en abril de 2019 para desarrollar varias series de televisión para el estudio, incluida su serie basada en Marvel, que podría incluir personajes de Into the Spider-Verse, así como las propiedades planificadas de acción en vivo. Los proyectos seleccionados se producirían junto con Pascal. Al hablar de estas series en agosto, Miller no pudo actualizar dónde o cuándo estrenarían las series, pero dijo que habría varias series de acción en vivo y que cada una sería "su propia experiencia única" sin dejar de estar relacionada entre sí. El mes siguiente, Vinciquerra declaró que había cinco o seis series de televisión individuales en desarrollo para el universo en ese momento. Para enero de 2020, se creía que una de estas series era una versión de Silver & Black después de que el desarrollo de esa película se cancelara en agosto de 2018. Gina Prince-Bythewood, quien coescribió e iba a dirigir la versión cinematográfica antes de que fuera cancelada, confirmó en abril de 2020 que Silver & Black estaba siendo re-desarrollado para televisión. Ella sugirió que podría ser una serie limitada y que tenía el potencial de ser estrenada en Disney+. Ese junio, el exejecutivo de televisión de Marvel Television y Marvel Studios, Karim Zreik, fue nombrado jefe de televisión de Lord y Miller, y lo pusieron a cargo de todas sus series planificadas, incluidas las basadas en Marvel. Estos últimos fueron descritos como una prioridad para Sony Pictures Television, y la experiencia de Zreik con series de televisión anteriores de Marvel lo convirtió en "un socio adecuado" para planificarlas.
Para septiembre de 2020, Sony estaba en conversaciones con Amazon Prime Video para que este último fuera el distribuidor de transmisión de la "suite" de Sony de series de televisión basadas en Marvel, similar al grupo de series de Marvel Television transmitidas en Netflix. Se dijo que las negociaciones con Amazon fueron complejas, con "problemas importantes que deben resolverse" debido a los complicados derechos de distribución de los distintos personajes. Se esperaba que la serie estrenara en una plataforma de televisión tradicional antes de pasar a la plataformas de streaming. Para entonces, la primera serie destinada a ser parte de este acuerdo era una centrada en el personaje Silk, que había sido identificada como un buen candidato para una serie después de que se estuviera desarrollando previamente una película. A fines de abril de 2021, Se confirmó que Amazon tenía los derechos para transmitir la próxima serie en Prime Video. En noviembre de 2022, la serie debutaría en el canal de televisión MGM+ antes de transmitirse en Prime Video. La serie de Silk se tituló Silk: Spider Society cuando estaba siendo redesarrollada, mientras que se estaba desarrollando una serie centrada en el personaje Spider-Man Noir en febrero de 2023 para Amazon.
La sala de escritores de Silk: Spider Society y la serie de un Spider-Man Noir se pausaron cuando Sindicato de Guionistas de Estados Unidos (WGA) la se declaró en huelga en mayo de 2023. Después de que terminó la huelga a finales de septiembre, Amazon Studios retrasó la reapertura de la sala de escritores de Spider Society para que los ejecutivos pudieran reevaluar la serie y sus guiones ya escritos, y esa serie quedó en suspenso a finales de noviembre. Debido a esto, los escritores todavía estaban obligados contractualmente a la serie sin paga, pero no pudieron aprovechar otras oportunidades en ese momento. El WGA amenazó con emprender acciones legales contra Amazon Studios en respuesta. The Ankler informó que no estaba claro si la suspensión continua de producción estaba relacionado con la huelga u otros problemas de producción. El mes siguiente, la sala de escritores debía reanudar el trabajo en enero de 2024, lo que tenía el potencial de cambiar dependiendo de la evaluación del guion. En febrero, The Ankler informó además que, después de que se reanudara el trabajo durante algunas semanas, la serie había pausado la sala de escritores y había despedido a varios de sus miembros para buscar otras oportunidades, a excepción de Angela Kang y uno de los productores co-ejecutivos de la serie.
Amazon ya no avanzaba con Silk: Spider Society en mayo de 2024, cuando en lugar de ello decidieron proceder primero a dar luz verde a la serie de Spider-Man Noir, titulada Spider-Noir, con Nicolas Cage retomando su papel del personaje de Into the Spider-Verse. Amazon devolvió los derechos de Spider Society a Sony para que el estudio pudiera venderlos en otras cadenas potenciales. Amazon siguió comprometida con su serie Marvel con Sony, mientras que Kang mantuvo su acuerdo general con Amazon y estaba programada para continuar trabajando en otros proyectos para su estudio. The Hollywood Reporter señaló que no estaba claro si Sony podría vender la serie a Disney, que había estrenado previamente varias series de televisión basadas en Marvel. No se esperaba que Sony renovara su acuerdo con Lord y Miller para agosto de 2024 después de que el dúo no estuviera de acuerdo con el estudio sobre el presupuesto de Spider-Noir.

## Películas
| Película                            | Estreno (Estados Unidos) | Director                                             | Guionista(s)                                                  | Productor(es)                                                               | Estado        |
| ----------------------------------- | ------------------------ | ---------------------------------------------------- | ------------------------------------------------------------- | --------------------------------------------------------------------------- | ------------- |
| Venom                               | 5 de octubre de 2018     | Ruben Fleischer                                      | Scott Rosenberg, Jeff Pinkner y Kelly Marcel                  | Avi Arad, Matt Tolmach, y Amy Pascal                                        | Estrenadas    |
| Spider-Man: Into the Spider-Verse   | 14 de diciembre de 2018  | Peter Ramsey                                         | Phil Lord y Rodney Rothman                                    | Christina Steinberg, Amy Pascal, Avi Arad, Phil Lord y Christopher Miller   | Estrenadas    |
| Venom: Let There Be Carnage         | 1 de octubre de 2021     | Andy Serkis                                          | Kelly Marcel                                                  | Avi Arad, Matt Tolmach, Amy Pascal, Kelly Marcel, Tom Hardy, y Hutch Parker | Estrenadas    |
| Morbius                             | 1 de abril de 2022       | Daniel Espinosa                                      | Burk Sharpless y Matt Sazama                                  | Avi Arad, Matt Tolmach, y Lucas Foster                                      | Estrenadas    |
| Spider-Man: Across the Spider-Verse | 2 de junio de 2023       | Joaquim dos Santos, Kemp Powers y Justin K. Thompson | David Callaham                                                | Avi Arad, Amy Pascal, Phil Lord, Christopher Miller y Christina Steinberg   | Estrenadas    |
| Madame Web                          | 14 de febrero de 2024    | S. J. Clarkson                                       | Matt Sazama & Burk Sharpless y Claire Parker & S. J. Clarkson | Lorenzo di Bonaventura                                                      | Estrenadas    |
| Venom: The Last Dance               | 25 de octubre de 2024    | Kelly Marcel                                         | Kelly Marcel                                                  | Avi Arad, Matt Tolmach, Amy Pascal, Kelly Marcel, Tom Hardy y Hutch Parker  | Estrenadas    |
| Kraven the Hunter                   | 13 de diciembre de 2024  | J. C. Chandor                                        | Art Marcum & Matt Holloway y Richard Wenk                     | Avi Arad, Matt Tolmach, y David Householter                                 | Estrenadas    |
| Spider-Man: Beyond the Spider-Verse | 4 de junio de 2027       | Bob Persichetti y Justin K. Thompson                 | David Callaham, Phil Lord y Chris Miller                      | Phil Lord, Christopher Miller, Avi Arad, Amy Pascal y Jinko Gotoh           | En desarrollo |

### Venom(2018)
Después de un escándalo, el periodista Eddie Brock intenta revivir su carrera investigando la Fundación Life, pero entra en contacto con un simbionte alienígena que se une a Brock, dándole superpoderes siempre que compartan el mismo cuerpo.
Sony revivió la película Venom, que se había desarrollado durante mucho tiempo, en marzo de 2016 como el comienzo del nuevo universo compartido. Un año después, Scott Rosenberg y Jeff Pinkner estaban escribiendo el guion. En mayo de 2017, Sony anunció que Tom Hardy interpretaría a Eddie Brock / Venom en Venom, que será dirigida por Ruben Fleischer. Kelly Marcel se unió más tarde como escritora adicional. El rodaje tuvo lugar entre octubre de 2017 y enero de 2018, en Atlanta, la ciudad de Nueva York y San Francisco. La película estrenó en los Estados Unidos el 5 de octubre de 2018.
Los productores querían concentrarse en contar una historia independiente con Venom, en lugar de que presentara oportunidades de cruce para películas futuras. Sin embargo, la película incluye una escena posterior a los créditos con un clip de Spider-Man: Into the Spider-Verse (2018) de Sony que revela que el universo de Venom es parte del Spider-Verse, un multiverso compartido. Esto se agregó porque Sony y los productores de Venom estaban entusiasmados con la posibilidad de cruces entre las películas de acción en vivo y animadas después de ver la calidad de Into the Spider-Verse.

### Venom: Let There Be Carnage(2021)
Eddie Brock intenta reavivar su carrera entrevistando al asesino en serie Cletus Kasady, quien se convierte en el anfitrión del simbionte Carnage y escapa de la prisión después de una ejecución fallida.
Woody Harrelson fue elegido para hacer un cameo como Cletus Kasady al final de Venom con la intención de que participara en una posible secuela como Carnage, que se confirmó en enero de 2019 cuando Kelly Marcel fue contratada para escribir y producir ejecutivo que película. Se confirmó que Hardy también regresó, pero Sony estaba considerando reemplazar a Fleischer debido a sus compromisos con Zombieland: Double Tap (2019). Andy Serkis fue contratado como director en agosto de 2019. El rodaje tuvo lugar en Inglaterra desde noviembre de 2019 hasta febrero de 2020, con filmación adicional en San Francisco. Venom: Let There Be Carnage estrenó en los Estados Unidos, el 1 de octubre de 2021.
Serkis dijo que Venom: Let There Be Carnage se ambienta en su propio mundo, con personajes que desconocen a otros héroes como Spider-Man, aunque la película tiene algunas referencias al Universo Marvel más amplio. Estos incluyen el periódico Daily Bugle, que tiene el mismo logo en la película que en la serie de películas Spider-Man de Sam Raimi, La escena de mitad de créditos transporta a Brock y Venom al Universo cinematográfico de Marvel debido al hechizo lanzado por Doctor Strange en Spider-Man: No Way Home  (2021). Imágenes de Tom Holland como Peter Parker / Spider-Man y J. K. Simmons como J. Jonah Jameson del UCM se muestra en la escena.

### Morbius(2022)
Sufriendo de una rara enfermedad de la sangre, Michael Morbius intenta una cura peligrosa que lo aflige con una forma de vampirismo, lo que lo pone en desacuerdo con su hermano adoptivo, Lucien / Milo Morbius.
Tras un "proceso de desarrollo secreto" en Sony, Burk Sharpless y Matt Sazama escribieron un guion para una película basada en Morbius, el vampiro viviente. En junio de 2018, Jared Leto estaba listo para protagonizar el personaje, con Daniel Espinosa dirigiendo la película. El rodaje comenzó a fines de febrero de 2019, en Londres, y se confirmó que se completó en junio de 2019. Morbius estrenó el 1 de abril de 2022.
Las escenas de mitad de créditos de Morbius ve a Michael Keaton repite su papel de Adrian Toomes / Vulture de Spider-Man: Homecoming (2017) en la película, con el personaje siendo transportado del UCM al SSU debido a un hechizo lanzado por Doctor Strange en Spider-Man: No Way Home. A pesar de estas conexiones, los productores tenían la intención de contar una historia de origen independiente para Morbius como lo hicieron con Venom.

### Madame Web(2024)
Cassandra "Cassie" Webb se ve obligada a enfrentar su pasado mientras intenta sobrevivir con tres chicas jóvenes con un futuro poderoso quienes están siendo perseguidas por un adversario mortal.
Después de su trabajo en Morbius, Sony contrató a Matt Sazama y Burk Sharpless en septiembre de 2019 para escribir un guion centrado en Madame Web. En mayo de 2020, S. J. Clarkson fue contratado para desarrollar y dirigir la primera película de Marvel centrada en mujeres de Sony, que se informó que era la película Madame Web. El estudio buscaba incorporar al proyecto a una actriz prominente como Charlize Theron o Amy Adams, antes de contratar a un guionista para desarrollar la película con la actriz en mente. En febrero de 2022, Dakota Johnson estaba en conversaciones para interpretar al personaje principal, y se confirmó que protagonizaría ese abril. El rodaje comenzó a mediados de julio de 2022, en Boston y en todo Massachusetts hasta ese septiembre, antes de rodar en Nueva York a mediados de octubre. El rodaje se completó a finales de 2022. Clarkson también fue el escritor acreditado del guion de la película junto con Sazama, Sharpless y Claire Parker. Madame Web se estrenó el 14 de febrero de 2024.
Madame Web está ambientada en 2003, y presenta a Emma Roberts y Adam Scott como Mary y Ben Parker. Mary Parker está embarazada en la película, que describe el nacimiento de Peter Parker.

### Venom: The Last Dance(2024)
Eddie Brock y Venom huyen cuando son perseguidos por sus dos mundos.
En agosto de 2018, Hardy confirmó en agosto de 2018 que había firmado para protagonizar tres películas de Venom, Andy Serkis expresó interés al volver a dirigir otra película de Venom en septiembre de 2021, y ese diciembre, Pascal dijo que estaban en las "etapas de planificación" de Venom 3. Sony confirmó que la película estaba en desarrollo en CinemaCon en abril de 2022. En junio, Hardy reveló que Kelly Marcel estaba escribiendo el guion y que estaba coescribiendo la historia con ella, y Marcel fue anunciada para dirigir ese octubre. El rodaje comenzó a finales de junio de 2023 en España, pero se detuvo al mes siguiente debido a la huelga de SAG-AFTRA de 2023. El rodaje se reanudó en noviembre tras la conclusión de la huelga, y estuvo casi terminado en febrero de 2024. El título se reveló el mes siguiente. Venom: The Last Dance se estrenó el 25 de octubre de 2024.
Venom: The Last Dance continúa directamente desde la escena poscréditos de Spider-Man: No Way Home, donde Eddie y Venom regresan del MCU al SSU, con Cristo Fernández repitiendo su papel como el barman, mientras que también interpreta a su versión del SSU. Reid Scott, quien previamente interpretó al Dr. Dan Lewis en las dos primeras películas de Venom, presta su voz al jefe de Imperium. Serkis interpreta al personaje Knull, el creador de los simbiontes, en la película. Marcel dijo que si bien The Last Dance concluye el arco argumental de Eddie y Venom, prepara a Knull para futuras apariciones dentro del SSU y es el comienzo de la historia de ese personaje.

### Kraven the Hunter(2024)
Kraven tiene una relación compleja con su padre que lo lleva por un camino de venganza y lo motiva a convertirse en el cazador más grande y temido.
En julio de 2017, Sony estaba considerando una película basada en Kraven el Cazador, con Richard Wenk contratado para escribir un guion para la película en agosto de 2018. En agosto de 2020, Art Marcum y Matt Holloway habían reescrito el guion, y J.C. Chandor entró en conversaciones para dirigir la película fue confirmado en mayo de 2021 cuando Aaron Taylor-Johnson había sido elegido para el papel principal. El rodaje comenzó a finales de marzo de 2022 en Londres. y concluyó a mediados de junio. Kraven the Hunter estrenó el 13 de diciembre de 2024.

### Otras películas en desarrollo
La siguiente es una lista de proyectos cinematográficos conocidos que estaban en desarrollo:
- The Sinister Six: Los planes de Sony para diciembre de 2013 para su propio universo compartido de The Amazing Spider-Man incluían una película basada en el grupo de villanos de Spider-Man, Sinister Six, con Drew Goddard adjunto para escribir y potencialmente dirigir.[13] Se confirmó que Goddard dirigirá la película en abril de 2014.[147] Se creía que la película había sido cancelada en noviembre de 2015 cuando Sony se estaba enfocando en su nuevo reinicio con Marvel,[18] pero Pascal dijo que la película estaba "viva" nuevamente en diciembre de 2018 luego del éxito de Venom, y estaba esperando que Goddard estuviera listo para dirigirlo antes de seguir adelante con el proyecto.[34]
- Nightwatch: en septiembre de 2017, Sony estaba desarrollando activamente una película basada en el personaje Nightwatch, con un guion de Edward Ricourt. Sony quería que Spike Lee dirigiera la película,[148] y se confirmó que estaba interesado en el proyecto en marzo de 2018, con Cheo Hodari Coker reescribiendo el guion.[149] Sin embargo, Lee ya no estaba involucrado en octubre.[150]
- Jackpot: en agosto de 2018, Sony estaba considerando una película centrada en el personaje Jackpot y estaba buscando activamente un escritor.[2] Se reveló que Marc Guggenheim, un escritor de los cómics de Jackpot y de la franquicia de televisión de superhéroes «Arrowverse» de DC Comics, estaba escribiendo el guion de Jackpot en mayo de 2020,[113] aunque afirmó que había estado trabajando en la película durante dos años ya en ese momento.[151]
- Proyecto sin título de Roberto Orci: en marzo de 2020, Sony contrató al coguionista de The Amazing Spider-Man 2, Roberto Orci, para escribir el guion de una película de Marvel sin título que estaría ambientada en el universo compartido de Sony. La trama se basará en una propiedad de "un rincón diferente del universo Marvel al que Sony tiene acceso" en lugar de un personaje afiliado a Spider-Man como las otras películas de Marvel de Sony.[152]
- Proyecto sin título de Olivia Wilde: en agosto de 2020, Olivia Wilde firmó para desarrollar y dirigir una película de Marvel centrada en mujeres para Sony con su compañera de escritura Katie Silberman. El proyecto había sido una alta prioridad en el estudio desde principios de 2020, y se creía que presentaba al personaje Spider-Woman.[153]
- El Muerto: Después de que los ejecutivos de Sony quedaron impresionados por la actuación del rapero puertotiqueño llamado Bad Bunny quien participó en la WWE antes de Bullet Train (2022), se interesaron en que él protagonizara otra película de alto perfil. Se decidieron por el personaje menor relacionado con Spider-Man, El Muerto, un luchador que tiene una fuerza sobrehumana, y buscaron avanzar rápidamente en el proyecto. Bad Bunny hizo una "aparición sorpresa" en el panel de CinemaCon de Sony en abril de 2022 para anunciar la película.[154] En octubre, Jonás Cuarón y Garreth Dunnet-Alcocer fueron contratados para dirigir y escribir respectivamente la película.[155] Bad Bunny dijo en marzo de 2023 que la película aún no había entrado en producción, y su publicista confirmó que estaba "parada" pero aún "en desarrollo".[156] La película fue retirada del calendario de estrenos de Sony en junio de 2023 debido al calendario de giras de Bad Bunny y la huelga del Sindicato de Guionistas de Estados Unidos de 2023,[157] y Bad Bunny ya no estaba involucrado para ese julio.[158] La película volvió a entrar en desarrollo en enero de 2024 después de nuevas revisiones del guion, y Sony tenía la intención de que fuera una película independiente similar a sus otras películas del SSU.[159]
- Proyecto sin título de Hypno-Hustler: En diciembre de 2022, se reveló que Sony estaba desarrollando una película centrada en el personaje Hypno-Hustler, con Donald Glover protagonizando y produciendo, y Myles Murphy escribiendo el guion. Glover interpretó previamente a Aaron Davis en Spider-Man: Homecoming.[160]
- Otros proyectos: Sony está considerando una película centrada en Mysterio,[28] con Jake Gyllenhaal elegido para el papel de Far From Home.[161] En diciembre de 2018, se sugirió una película derivada de las películas de Spider-Man del UCM o las películas animadas de Spider-Verse protagonizadas por la tía May de Spider-Man, una noción a la que Sony se refería anteriormente como "tonta".[34] Sony había programado el estreno de una película no especificada el 27 de junio de 2025.[162][163]

## Series de televisión
| Serie       | Temporada | Temporada | Episodios | Episodios | Emisión original | Emisión original | Emisión original             | Showrunner | Estado |
| Serie       | Temporada | Temporada | Episodios | Episodios | Primera emisión  | Última emisión   | Cadena                       | Showrunner | Estado |
| ----------- | --------- | --------- | --------- | --------- | ---------------- | ---------------- | ---------------------------- | ---------- | ------ |
| Spider-Noir |           | 1         | 8         | 8         | —                | —                | Oren Uziel y Steve Lightfoot | En rodaje  |        |

### Spider-Noir
Noir sigue a un anciano investigador privado bajo de suerte en la ciudad de Nueva York de los años 30, que está lidiando con su vida pasada como el único superhéroe de la ciudad.
En febrero de 2023, Sony y Amazon comenzaron a desarrollar una serie de televisión basada en el personaje Spider-Man Noir, con Oren Uziel escribiendo la serie y siendo productor ejecutivo con Pascal, Lord y Miller. El desarrollo se suspendió en mayo debido a la huelga de escritores y se reanudaría después de que terminara. Lord y Miller dijeron que había potencial para Nicolas Cage para interpretar el papel principal en la serie después de haber prestado previamente su voz al personaje en Into the Spider-Verse. En diciembre, Steve Lightfoot fue contratado para servir como co-showrunner y productor ejecutivo junto a Uziel, y Cage estaba en conversaciones para el papel principal en febrero de 2024. La serie se ordenó oficialmente y se tituló Noir en mayo de 2024, cuando se confirmó el casting de Cage y Harry Bradbeer se unió para dirigir y producir ejecutivos los dos primeros episodios. Ese julio, la serie pasó a llamarse Spider-Noir para resaltar mejor sus conexiones con el universo de Spider-Man. El rodaje se llevará a cabo desde agosto de 2024 hasta febrero de 2025 en Los Ángeles, y está previsto que concluya en febrero de 2025. Spider-Noir debutará en los Estados Unidos en MGM+ antes de su estreno internacional y en los Estados Unidos en Amazon Prime Video, y constará de ocho episodios.
Spider-Noir está ambientada en un universo alternativo basado en la ciudad de Nueva York de los años 30.

### Otras series
La siguiente es una lista de proyectos de televisión conocidos que estaban en desarrollo:
- Silk: Spider Society: A fines de junio de 2018, Sony y Amy Pascal habían comenzado el desarrollo de una película centrada en el personaje Cindy Moon / Silk,[171] que sería distinta de la versión que aparece en la película animada Spider-Women de Sony.[34] A fines de 2019, Silk fue identificada como una buena candidata para una serie de televisión, y el desarrollo de la versión de la serie comenzó con Pascal como productora.[60] En septiembre de 2020, Lauren Moon estaba escribiendo y desarrollando la serie.[172] En noviembre de 2022, la serie se tituló Silk: Spider Society, cuando Angela Kang se unió para volver a desarrollar la serie y se desempeña como su showrunner y productora ejecutiva junto a Pascal y el dúo de Phil Lord y Christopher Miller.[62] La serie iba a seguir a Cindy Moon mientras escapa de la prisión después de ser mordida por una araña radiactiva y busca a su familia desaparecida.[62] La producción se suspendió debido a la huelga del Sindicato de Guionistas de Estados Unidos de 2023 en mayo,[64] y en febrero de 2024, estaba siendo remodelada mientras la sala de escritores estaba en pausa.[69] Sin embargo, Amazon decidió no seguir adelante con la serie en mayo después de solicitarle que se centrara menos en Silk y devolvió los derechos a Sony para que el estudio pudiera vender la serie a otras cadenas.[65]
- Silver & Black: Sony canceló su película de equipo femenino Silver & Black planificada en agosto de 2018 con la intención de reelaborarla como dos películas independientes que se centran en cada uno de los personajes principales: Felicia Hardy / Black Cat y Silver Sable. Se esperaba que la directora de Silver & Black, Gina Prince-Bythewood, continuara involucrada como productora.[2] En enero de 2020, el proyecto se estaba volviendo a desarrollar como una serie de televisión,[57] que Prince-Bythewood confirmó en abril de 2020. Ella sugirió que podría ser una serie limitada.[58]

## Otros medios

### Cómic relacionado
El 14 de septiembre de 2018, Marvel lanzó digitalmente un cómic relacionado con 'Venom', que sirve como precuela y adelanto de la película, con una versión física disponible para quienes compraron boletos para la película en AMC Theatres. Escrito por Sean Ryan e ilustrado por Szymon Kudranski, el cómic establece la historia de fondo de la película para el simbionte. SKAN proporcionó la portada del cómic.

### Serie digital
En marzo de 2022, Sony comenzó a promocionar Morbius con una tercera temporada de su serie web, The Daily Bugle para TikTok, utilizado anteriormente para promocionar las películas del Universo cinematográfico de Marvel (UCM), Spider-Man: Far From Home (2019) y Spider-Man: No Way Home (2021). Los videos presentan a Nicque Marina como una versión ficticia de sí misma, informando sobre eventos relacionados con los eventos de Morbius.

## Elenco y personajes
| J. Jonah Jameson                            |                   | J. K. Simmons A C                 |                              |                      |                   |                                   |                |                |  |  |
| Peter Parker Spider-Man                     |                   | Tom Holland A C                   |                              |                      |                   |                                   |                |                |  |  |
| Adrian Toomes El Buitre                     |                   |                                   | Michael Keaton               |                      |                   |                                   |                |                |  |  |
| Bartender                                   |                   |                                   |                              |                      | Cristo Fernández  |                                   |                |                |  |  |
| Introducidos en Venom                       |                   |                                   |                              |                      |                   |                                   |                |                |  |  |
| Eddie Brock Venom                           | Tom Hardy         | Tom Hardy                         |                              |                      | Tom Hardy         |                                   |                |                |  |  |
| Sra. Chen                                   | Peggy Lu          | Peggy Lu                          |                              |                      | Peggy Lu          |                                   |                |                |  |  |
| Carlton Drake Riot                          | Riz Ahmed         |                                   |                              |                      | Riz Ahmed A       |                                   |                |                |  |  |
| Cletus Kasady Carnage                       | Woody Harrelson C | Woody HarrelsonJack Bandeira J    |                              |                      | Woody Harrelson A |                                   |                |                |  |  |
| Dan Lewis                                   | Reid Scott        | Reid Scott                        |                              |                      |                   |                                   |                |                |  |  |
| Dora Skirth                                 | Jenny Slate       |                                   |                              |                      |                   |                                   |                |                |  |  |
| Roland Treece                               | Scott Haze        |                                   |                              |                      |                   |                                   |                |                |  |  |
| Anne Weying Venom                           | Michelle Williams | Michelle Williams                 |                              |                      |                   |                                   |                |                |  |  |
| Introducidos en Venom: Let There Be Carnage |                   |                                   |                              |                      |                   |                                   |                |                |  |  |
| Frances Barrison Shriek                     |                   | Naomie HarrisOlumide Olorunfemi J |                              |                      |                   |                                   |                |                |  |  |
| Patrick Mulligan Toxin                      |                   | Stephen GrahamSean Delaney J      |                              |                      | Stephen Graham    |                                   |                |                |  |  |
| Introducidos en Morbius                     |                   |                                   |                              |                      |                   |                                   |                |                |  |  |
| Martine Bancroft                            |                   |                                   | Adria Arjona                 |                      |                   |                                   |                | Adria Arjona F |  |  |
| Michael Morbius                             |                   |                                   | Jared LetoCharlie Shotwell J |                      |                   |                                   |                | Jared Leto A   |  |  |
| Lucien / Milo                               |                   |                                   | Matt SmithJoseph Esson J     |                      |                   |                                   |                |                |  |  |
| Emil Nicholas                               |                   |                                   | Jared Harris                 |                      |                   |                                   |                |                |  |  |
| Alberto Rodriguez                           |                   |                                   | Al Madrigal                  |                      |                   |                                   |                |                |  |  |
| Simon Stroud                                |                   |                                   | Tyrese Gibson                |                      |                   |                                   |                |                |  |  |
| Introducidos en Madame Web                  |                   |                                   |                              |                      |                   |                                   |                |                |  |  |
| Anya Corazon                                |                   |                                   |                              | Isabela Merced       |                   |                                   |                |                |  |  |
| Julia Cornwall                              |                   |                                   |                              | Sydney Sweeney       |                   |                                   |                |                |  |  |
| Mattie Franklin                             |                   |                                   |                              | Celeste O'Connor     |                   |                                   |                |                |  |  |
| Ben Parker                                  |                   |                                   |                              | Adam Scott           |                   |                                   |                |                |  |  |
| Mary Parker                                 |                   |                                   |                              | Emma Roberts         |                   |                                   |                |                |  |  |
| Peter Parker                                |                   |                                   |                              | Bebé no acreditado C |                   |                                   |                |                |  |  |
| Ezekiel Sims                                |                   |                                   |                              | Tahar Rahim          |                   |                                   |                |                |  |  |
| Cassandra Webb Madame Web                   |                   |                                   |                              | Dakota Johnson       |                   |                                   |                |                |  |  |
| Introducidos en Venom: The Last Dance       |                   |                                   |                              |                      |                   |                                   |                |                |  |  |
| Dr. Sadie Christmas Lasher                  |                   |                                   |                              |                      | Clark Backo       |                                   |                |                |  |  |
| Jefe del Imperio                            |                   |                                   |                              |                      | Reid Scott V      |                                   |                |                |  |  |
| Knull King in Black                         |                   |                                   |                              |                      | Andy Serkis       |                                   |                |                |  |  |
| Martin Moon                                 |                   |                                   |                              |                      | Rhys Ifans        |                                   |                |                |  |  |
| Nova Moon                                   |                   |                                   |                              |                      | Alanna Ubach      |                                   |                |                |  |  |
| Dra. Teddy Payne]] Agony                    |                   |                                   |                              |                      | Juno Temple       |                                   |                |                |  |  |
| Rex Strickland                              |                   |                                   |                              |                      | Chiwetel Ejiofor  |                                   |                |                |  |  |
| Introducidos en Kraven the Hunter           |                   |                                   |                              |                      |                   |                                   |                |                |  |  |
| Calypso                                     |                   |                                   |                              |                      |                   | Ariana DeBoseDiaana Babnicova J   |                |                |  |  |
| Nikolai Kravinoff                           |                   |                                   |                              |                      |                   | Russell Crowe                     |                |                |  |  |
| Sergei Kravinoff Kraven                     |                   |                                   |                              |                      |                   | Aaron Taylor-JohnsonLevi Miller J |                |                |  |  |
| Dmitri Smerdyakov Camaleón                  |                   |                                   |                              |                      |                   | Fred HechingerBilly Barratt J     |                |                |  |  |
| Extranjero                                  |                   |                                   |                              |                      |                   | Christopher Abbott                |                |                |  |  |
| Aleksei Sytsevich Rhino                     |                   |                                   |                              |                      |                   | Alessandro Nivola                 |                |                |  |  |
| Introducidos en Spider-Noir                 |                   |                                   |                              |                      |                   |                                   |                |                |  |  |
| Spider-Man Noir                             |                   |                                   |                              |                      |                   |                                   | Nicolas Cage   |                |  |  |
| Robbie Robertson                            |                   |                                   |                              |                      |                   |                                   | Lamorne Morris |                |  |  |
| Introducidos en The Daily Bugle             |                   |                                   |                              |                      |                   |                                   |                |                |  |  |
| Nicque Marina                               |                   |                                   |                              |                      |                   |                                   |                | Nicque Marina  |  |  |

## Recepción

### Taquillas
| Película                    | Fecha de estreno (EE. UU.) | Ingresos en taquilla (en USD) | Ingresos en taquilla (en USD) | Ingresos en taquilla (en USD) | Puesto de todos los tiempos | Puesto de todos los tiempos | Presupuesto (en USD) | Ref(s)                          |
| Película                    | Fecha de estreno (EE. UU.) | EE. UU. y Canadá              | Otros territorios             | A nivel mundial               | EE. UU. y Canadá            | A nivel mundial             | Presupuesto (en USD) | Ref(s)                          |
| --------------------------- | -------------------------- | ----------------------------- | ----------------------------- | ----------------------------- | --------------------------- | --------------------------- | -------------------- | ------------------------------- |
| Venom                       | 5 de octubre de 2018       | $213,515,506                  | $642,569,655                  | $856,085,161                  | 215                         | 91                          | $100-116 millones    | [ 204 ] [ 205 ] [ 206 ]         |
| Venom: Let There Be Carnage | 1 de octubre de 2021       | $213,550,366                  | $293,313,226                  | $506,863,592                  | 214                         | 241                         | $110 millones        | [ 207 ] [ 208 ]                 |
| Morbius                     | 1 de abril de 2022         | $73,865,530                   | $93,595,431                   | $167,460,961                  | 1,194                       | 1,188                       | $75–83 millones      | [ 209 ] [ 210 ]                 |
| Madame Web                  | 14 de febrero de 2024      | $43,817,106                   | $56,681,658                   | $100,498,764                  | 2,144                       | 1,830                       | $80 millones         | [ 211 ] [ 212 ]                 |
| Venom: The Last Dance       | 25 de octubre de 2024      | $139,728,533                  | $337,128,915                  | $476,857,448                  | 484                         | 277                         | $120 millones        | [ 213 ] [ 214 ] [ 215 ]         |
| Kraven the Hunter           | 13 de diciembre de 2024    | $24,816,872                   | $36,090,405                   | $60,907,277                   | 3,422                       | 2,785                       | $110–130 millones    | [ 216 ] [ 217 ] [ 218 ] [ 219 ] |
| Total                       | Total                      | $709,117,587                  | $1,458,286,925                | $2,167,374,512                | —                           | —                           | $595–639 millones    |                                 |

### Respuesta de la crítica y audiencia
| Película                    | Crítica           | Crítica         | Audiencia   | Audiencia |
| Película                    | Rotten Tomatoes   | Metacritic      | CinemaScore | PostTrak  |
| --------------------------- | ----------------- | --------------- | ----------- | --------- |
| Venom                       | 30% (363 reseñas) | 35 (46 reseñas) | B+          | 80%       |
| Venom: Let There Be Carnage | 58% (282 reseñas) | 49 (48 reseñas) | B+          | 76%       |
| Morbius                     | 15% (284 reseñas) | 35 (55 reseñas) | C+          | 62%       |
| Madame Web                  | 11% (265 reseñas) | 26 (51 reseñas) | C+          | 54%       |
| Venom: The Last Dance       | 41% (214 reseñas) | 41 (46 reseñas) | B–          | 73%       |
| Kraven the Hunter           | 16% (143 reseñas) | 35 (41 reseñas) | C           | 59%       |

### Reconocimientos
| Película                    | Año  | Premio                                         | Categoría                                                       | Receptor(es)                                                                                              | Resultado | Ref(s)  |
| --------------------------- | ---- | ---------------------------------------------- | --------------------------------------------------------------- | --- | --------- | ------- |
| Venom                       | 2019 | Los Angeles Online Film Critics Society Awards | Mejores efectos visuales o interpretación animada               | Tom Hardy                                                                                                 | Nominado  | [ 237 ] |
| Venom                       | 2019 | Visual Effects Society                         | Excelentes simulaciones de efectos en una función fotorrealista | Aharon Bourland, Jordan Walsh, Aleksandar Chalyovski, Federico Frassinelli                                | Nominados | [ 238 ] |
| Venom                       | 2019 | Taurus World Stunt Awards                      | Mejor trabajo con un vehículo                                   | Jack Gill, Henry Kingi Sr., Jalil Jay Lynch, Denney Pierce, y Jimmy N. Roberts                            | Ganadores | [ 239 ] |
| Venom                       | 2019 | Taurus World Stunt Awards                      | Mejores acrobacias especializadas                               | Joe Dryden y Jimmy N. Roberts                                                                             | Nominado  | [ 239 ] |
| Venom                       | 2019 | Taurus World Stunt Awards                      | Mejor Coordinador de Acrobacias y/o Director de 2.ª Unidad      | Andy Gill, Jack Gill, Chris O'Hara, y Spiro Razatos                                                       | Nominados | [ 239 ] |
| Venom                       | 2019 | Golden Trailer Awards                          | Mejor anuncio televisivo de acción                              | "Control" (Wild Card)                                                                                     | Nominado  | [ 240 ] |
| Venom                       | 2019 | Golden Trailer Awards                          | Mejor anuncio de voz en televisión                              | "Control" (Wild Card)                                                                                     | Nominado  | [ 240 ] |
| Venom                       | 2019 | Golden Trailer Awards                          | Mejores publicaciones salvajes                                  | "Wildposts" (LA/Lindeman Associates)                                                                      | Nominado  | [ 240 ] |
| Venom                       | 2019 | MTV Movie & TV Awards                          | Mejor beso                                                      | Tom Hardy y Michelle Williams                                                                             | Nominado  | [ 241 ] |
| Venom: Let There Be Carnage | 2021 | People's Choice Awards                         | La película de 2021                                             | Venom: Let There Be Carnage                                                                               | Nominada  | [ 242 ] |
| Venom: Let There Be Carnage | 2021 | People's Choice Awards                         | La película de acción de 2021                                   | Venom: Let There Be Carnage                                                                               | Nominada  | [ 242 ] |
| Venom: Let There Be Carnage | 2022 | Visual Effects Society Awards                  | Personaje animado excepcional en una película fotográfica       | Richard Spriggs, Ricardo Silva, Lucas Cuenca, Federico Frassinelli (por Carnage)                          | Nominados | [ 243 ] |
| Venom: Let There Be Carnage | 2022 | Artios Awards                                  | «The Zeitgeist Award»                                           | Lucy Bevan, Nina Henninger (Casting de localización), Emily Brockmann (Asociada), Sarah Kliban (Asociada) | Nominadas | [ 244 ] |
| Morbius                     | 2023 | Golden Raspberry Awards                        | Peor Película                                                   | Avi Arad, Matt Tolmach y Lucas Foster                                                                     | Nominados | [ 245 ] |
| Morbius                     | 2023 | Golden Raspberry Awards                        | Peor Director                                                   | Daniel Espinosa                                                                                           | Nominado  | [ 245 ] |
| Morbius                     | 2023 | Golden Raspberry Awards                        | Peor Actor                                                      | Jared Leto                                                                                                | Ganador   | [ 245 ] |
| Morbius                     | 2023 | Golden Raspberry Awards                        | Peor actriz de reparto                                          | Adria Arjona                                                                                              | Ganadora  | [ 245 ] |
| Morbius                     | 2023 | Golden Raspberry Awards                        | Peor guion                                                      | Matt Sazama y Burk Sharpless                                                                              | Nominados | [ 245 ] |
| Venom: The Last Dance       | 2025 | Premios Saturn                                 | Mejor película de ciencia ficción                               | Venom: The Last Dance                                                                                     | Pendiente | [ 246 ] |

## Música

### Bandas sonoras
| Título                                                           | Fecha de lanzamiento (EE. UU.) | Duración | Compositor(es)                                           | Discográfica   |
| ---------------------------------------------------------------- | ------------------------------ | -------- | -------------------------------------------------------- | -------------- |
| Venom (Original Motion Picture Soundtrack)                       | 5 de octubre de 2018           | 55:22    | Ludwig Göransson                                         | Sony Music     |
| Venom: Let There Be Carnage (Original Motion Picture Soundtrack) | 1 de octubre de 2021           | 1:07:47  | Marco Beltrami                                           | Sony Music     |
| Morbius (Original Motion Picture Soundtrack)                     | 8 de abril de 2022             | 1:00:00  | Jon Ekstrand                                             | Madison Gate   |
| Madame Web (Original Motion Picture Soundtrack)                  | 14 de febrero de 2024          | 1:00:00  | Johan Söderqvist                                         | Madison Gate   |
| Venom: The Last Dance (Original Motion Picture Soundtrack)       | 25 de octubre de 2024          | 57:27    | Dan Deacon                                               | Sony Classical |
| Kraven the Hunter (Original Motion Picture Soundtrack)           | 13 de diciembre de 2024        | 1:09:24  | Benjamin Wallfisch, Evgueni Galperine, y Sacha Galperine | Sony Classical |

### Sencillos
| Título                    | Fecha de lanzamiento (EE. UU.) | Duración | Artista(s)                           | Discográfica                            | Película                    |
| ------------------------- | ------------------------------ | -------- | ------------------------------------ | --------------------------------------- | --------------------------- |
| «Venom»                   | 21 de septiembre de 2018       | 4:29     | Eminem                               | Shady, Aftermath, Interscope            | Venom                       |
| «No Problem»              | 5 de octubre de 2018           | 2:17     | Pusha T                              | G.O.O.D. Music, Re-Up Gang, Mass Appeal | Venom                       |
| «Let’s Go (The Royal We)» | 11 de octubre de 2018          | 3:37     | Run the Jewels                       | Run The Jewels, Inc.                    | Venom                       |
| «Last One Standing»       | 30 de septiembre de 2021       | 4:17     | Skylar Grey, Polo G, Mozzy           | Shady, Interscope                       | Venom: Let There Be Carnage |
| «One Last Dance»          | 25 de octubre de 2024          | 2:30     | Tom Morello, Grandson, Roman Morello | Grand Morello                           | Venom: The Last Dance       |

## Cómics
Un cómic vinculado a Venom, que sirve como precuela y adelanto de la película, fue lanzado digitalmente por Marvel el 14 de septiembre de 2018, con una versión física disponible para aquellos que compraron boletos para la película en AMC Theatres. Escrito por Sean Ryan e ilustrado por Szymon Kudranski, el cómic establece la historia de fondo de la película para el simbionte. SKAN proporcionó la portada del cómic.